# Takahisa Nishiyama
Takahisa Nishiyama (jap. 西山 貴永 Nishiyama Takahisa; ur. 11 lipca 1985) – japoński piłkarz występujący na pozycji napastnika.

## Kariera klubowa
Od 2004 do 2015 roku występował w klubach Kawasaki Frontale, Yokohama FC, Vegalta Sendai i Fujieda MYFC.